# Moriaphila fasciculata
Moriaphila fasciculata är en skalbaggsart som beskrevs av Ernst Gustav Kraatz 1895. Moriaphila fasciculata ingår i släktet Moriaphila och familjen Cetoniidae. Inga underarter finns listade i Catalogue of Life.